# Men Boxing
Men Boxing is een Amerikaanse korte film uit 1891. Het is een stomme film in zwart-wit. De film is geproduceerd en geregisseerd door William Dickson en William Heise voor de Edison Manufacturing Company. In de film spelen twee Edison-werknemers met bokshandschoenen die doen alsof ze sparren in een boksring. De 3,7 meter aan film werd opgenomen ergens in mei of juni 1891 in de Edison Laboratory Photographic Building in West Orange (New Jersey) met de Edison-Dickson-Heise experimentele kinetograaf met horizontale invoer. De film werd opgenomen door een ronde opening op 19mm-film met slechts één kant perforaties. Het was een experimentele demonstratie en is nooit in het openbaar vertoond. Een exemplaar van de film wordt bewaard in het filmarchief van de Library of Congress als onderdeel van de Gordon Hendricks-collectie.